# موت الغرب
موت الغرب: أثر شيخوخة السكان وموتهم وغزوات المهاجرين على الغرب (بالإنجليزية: The Death of the West)، هي كتاب سياسي أمريكي للمؤلف بات بوكانان، حيث تتحدث الكتاب عن الهجرات الأجنبية إلى الولايات المتحدة وتداعياتها السلبية في تغيير الديمغرافية لسكان الولايات المتحدة، وعواقبها كثيرة، مثل عزوف الشباب والشابات على الزواج والبطالة، وكثرة حالات الجريمة وغير ذلك.

## رواية الكتاب
يشير عنوان الكتاب إلى «تراجع الغرب» لأوزوالد شبنجلر. يزعم بوكانان بأن الثقافة التي أنتجت الحضارة الغربية كما هو مفهوم تقليديًا هي في أوج موتها في الولايات المتحدة التي لن تكون دولة غربية بحلول عام 2050. يستخدم إحصائيات الأمم المتحدة السكانية لتحليل الاتجاهات الحديثة في سكان العالم، وخاصة الانخفاضات الرئيسية في الدول الأوروبية والزيادات الرئيسية في آسيا وأفريقيا وأمريكا اللاتينية.
وأضاف بوكانان بأن الولايات المتحدة لديها «أمة داخل أمة» بالفعل. عدد سكان 30 مليون من المولودين في الخارج (منهم 11 مليون «أجانب غير شرعيين») أكبر من مجموع سكان رود آيلاند وماساتشوستس وكونيتيكت.
يجادل بوكانان بأن "الثقافة المضادة" في الستينيات أصبحت الثقافة السائدة، والتي تهدف إلى إعادة كتابة التاريخ الأمريكي وتفكيك تراثه. في رأيه، هذه ثقافة معادية تتعامل مع الحضارة الغربية بالكراهية: "لقد نشأ جيل جديد لا تعتبر الثورة الثقافية ثورة بالنسبة له على الإطلاق، بل الثقافة التي ولدوا فيها وعرفوا كل حياتهم. إنه يرى الثقافة الجديدة على أنها غير متسامحة تجاه أولئك الذين ينتمون إلى معتقدات مختلفة ومصممة على فرض الصواب السياسي.
يجادل بوكانان بأن تراجع الإيمان المسيحي هو السبب الرئيسي لانخفاض معدلات المواليد واليأس والطوباوية السياسية. ويذكر أمثلة على المشاعر المعادية للمسيحية مثل ردود الفعل السلبية على الأفلام الكاثوليكية والموقف المنتصر للعلمانية. وفقًا لبوكانان، «قرر الإنسان الغربي أنه يستطيع عصيان الله دون عواقب وأن يصبح إلهه». وفي الوقت نفسه: «يبدو أن مذهب المتعة الجديد غير قادر على إعطاء الناس سببًا للاستمرار في العيش.» أنظمة فكرية متعارضة تمامًا.